# Psará
Psará (grec moderne : Ψαρά), appelée aussi autrefois Ipsára (grec moderne : Υψάρα), est une île grecque située à 44 milles nautiques au nord-est de Chios dont elle constitue, avec l'île d'Antípsara, l'une des municipalités du nome. Sa superficie est d'une quarantaine de kilomètres carrés pour une population (les Psariotes ou Ipsariotes) de 448 habitants en 2011, tous regroupés dans le village de Psará.

## Histoire

Carte topographique des îles de Chios et Psará en mer Égée

L'île est déjà mentionnée par Homère, au VIIIe siècle av. J.-C. À l'époque moderne, elle fut une des grandes puissances commerciales de Grèce, avec Hydra et Spetses.
Lors de la Guerre d'indépendance grecque, l'île fut attaquée par les Ottomans qui envoyèrent contre elle 140 navires et 14 000 soldats en juillet 1824. L'île fut totalement dévastée. Les survivants, dont Konstantínos Kanáris, s'enfuirent et s'installèrent à Égine, puis fondèrent Néa Psará (aujourd'hui Érétrie) sur l'île d'Eubée. Dionýsios Solomós consacra un poème à l'île. Nikólaos Gýzis lui consacra un tableau.
Psará resta ottomane jusqu'en 1912.

## Personnalités
- Konstantínos Kanáris (1793-1877), amiral et personnalité politique grecque.
- Ioánnis Varvákis (1745-1825), homme d'affaires russe d'origine grecque.

## Galerie

Drapeau de Psará
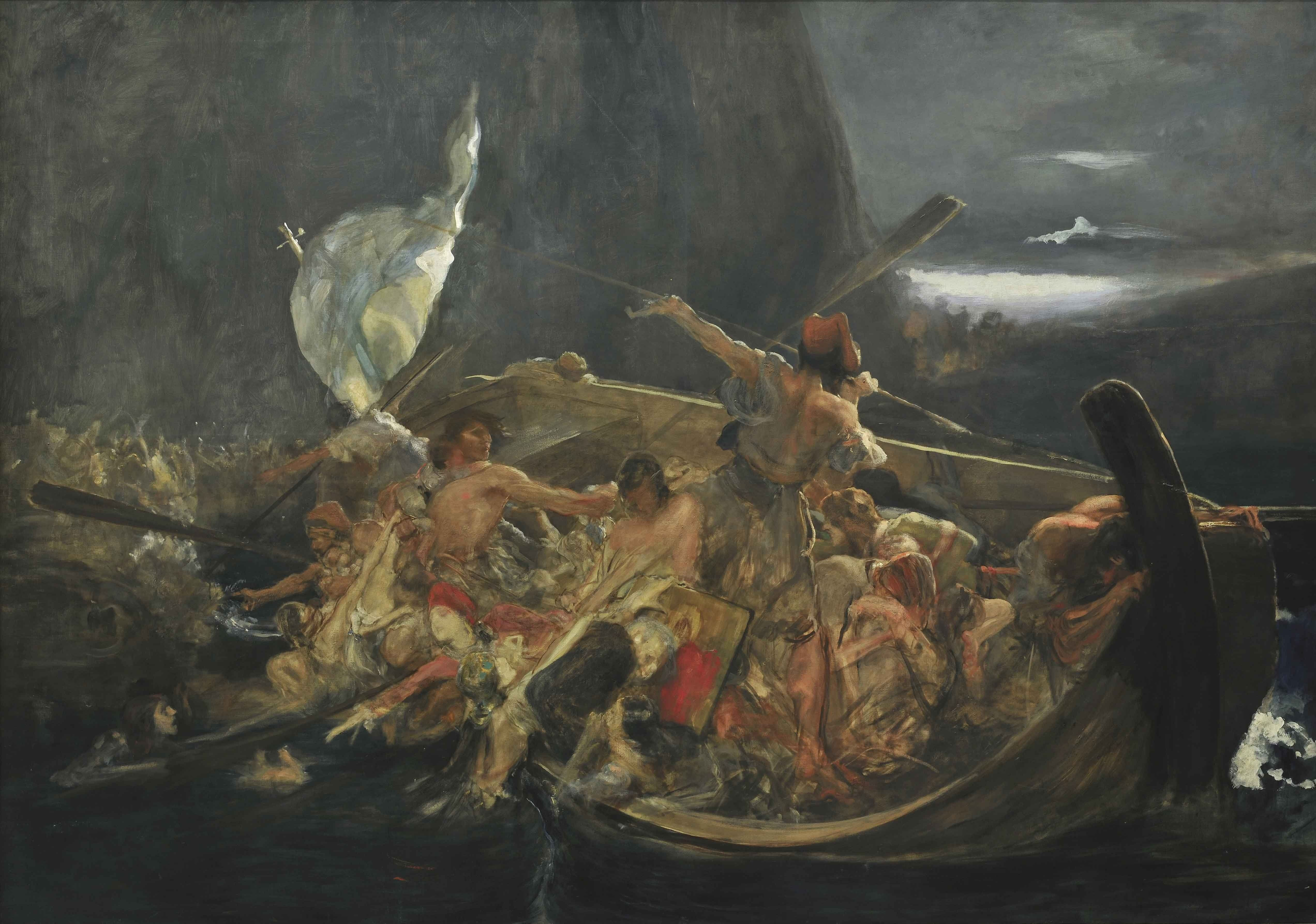
Nikólaos Gýzis, Après la chute de Psará
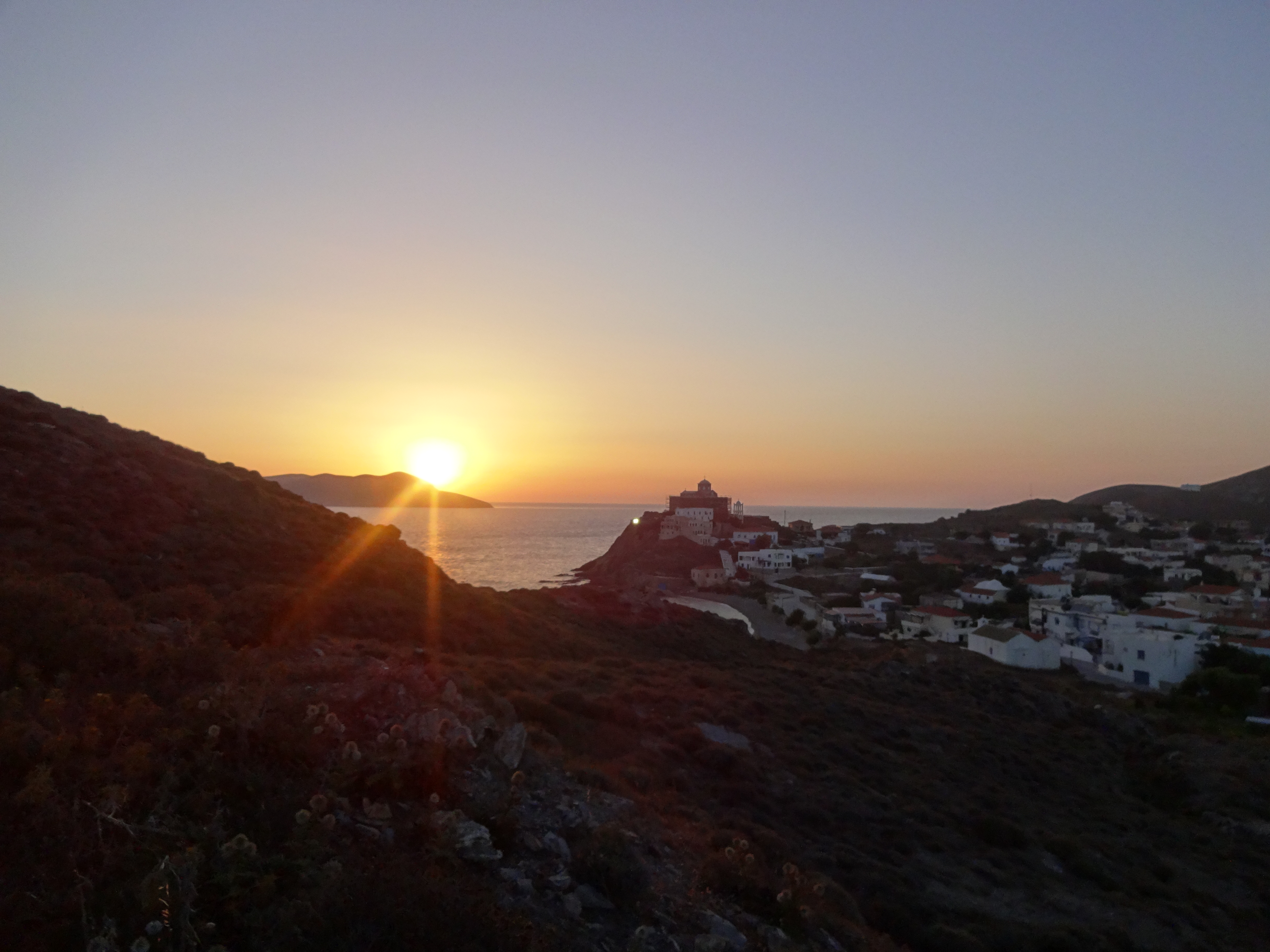
Coucher de soleil à Psará
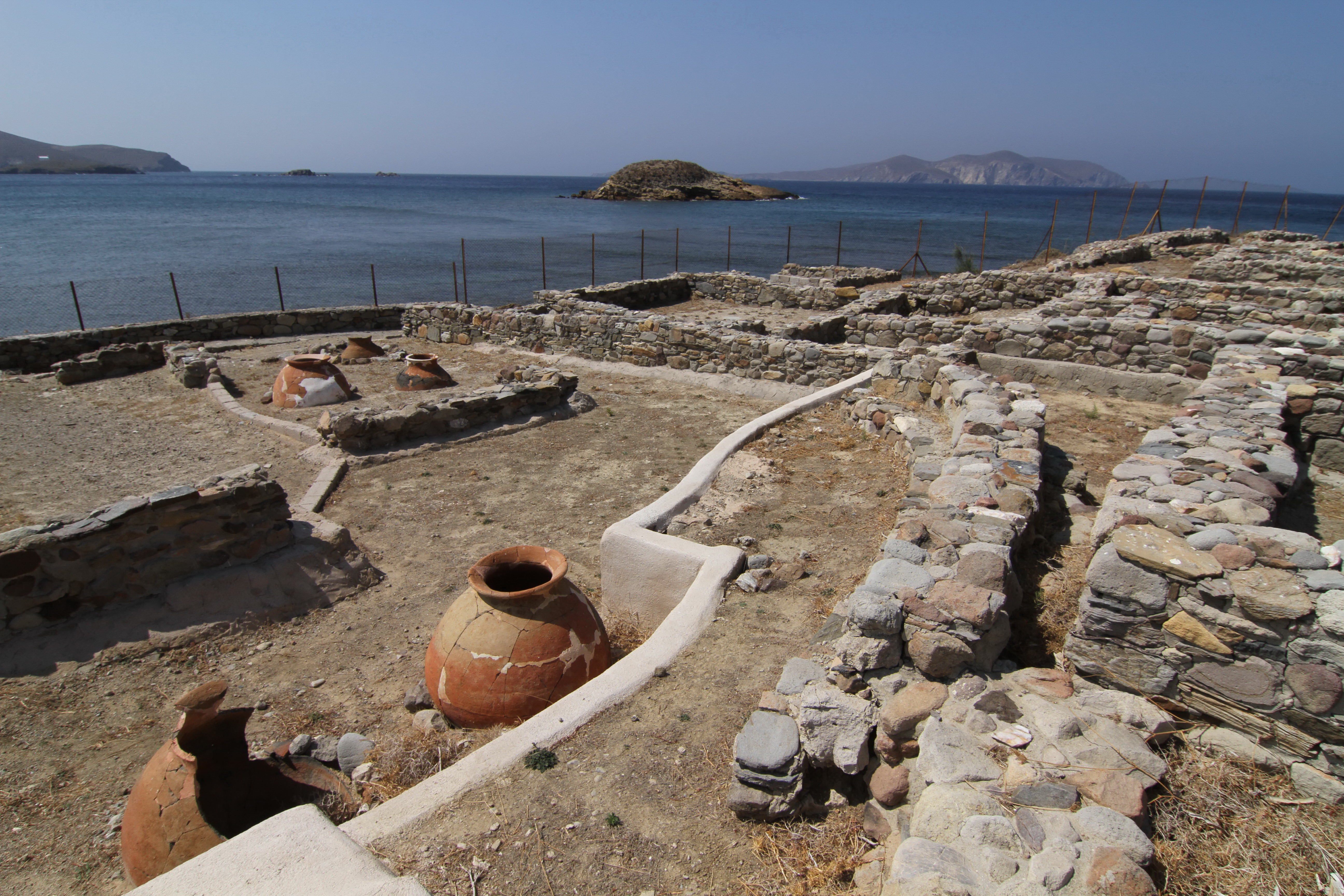
Site archéologique Archontíki à Psará